# Порник (кантон)
Порник (фр. Pornic) — кантон во Франции, находится в регионе Пеи-де-ла-Луар, департамент Атлантическая Луара. Входит в состав округа Сен-Назер.

## История
До 2015 года в состав кантона входили коммуны Артон-ан-Ре, Ла-Плен-сюр-Мер, Порник, Префай и Сен-Мишель-Шеф-Шеф.
В результате реформы 2015 года состав кантон изменился: в него вошли отдельные коммуны упразднённых кантонов Бурнёф-ан-Ре и Сен-Пер-ан-Ре.
С 1 января 2016 года состав кантона снова изменился: коммуна Артон-ан-Ре  вместе с коммуной Шемере кантона Машкуль-Сен-Мем образовала новую коммуну Шом-ан-Ре, расположенную на территории двух кантонов.

## Состав кантона с 22 марта 2015 года
В состав кантона входят коммуны (население по данным Национального института статистики Архивная копия от 17 января 2022 на Wayback Machine за 2019 г.):
- Ла-Бернери-ан-Ре (3 049 чел.)
- Ла-Плен-сюр-Мер (4 379 чел.)
- Ле-Мутье-ан-Ре (1 765 чел.)
- Порник (15 859 чел.)
- Префай (1 237 чел.)
- Сен-Мишель-Шеф-Шеф (5 233 чел.)
- Шов (2 930 чел.)
- Шом-ан-Ре (4 256 чел., частично)

## Политика
На президентских выборах 2022 г. жители кантона отдали в 1-м туре Эмманюэлю Макрону 34,8 % голосов против 20,1 % у Марин Ле Пен и 16,3 % у Жана-Люка Меланшона; во 2-м туре в кантоне победил Макрон, получивший 64,4 % голосов. (2017 год. 1 тур: Франсуа Фийон – 26,8 %, Эмманюэль Макрон – 25,5 %, Марин Ле Пен – 17,0 %, Жан-Люк Меланшон – 16,6 %; 2 тур: Макрон – 70,5 %. 2012 год. 1 тур: Николя Саркози — 34,1 %, Франсуа Олланд — 24,3 %, Марин Ле Пен — 14,8 %; 2 тур: Саркози — 55,4 %).
С 2021 года кантон в Совете департамента Атлантическая Луара представляют вице-мэр коммуны Порник Кристиана ван Гётем (Christiane Van Goethem) (Республиканцы) и мэр коммуны Шов Пьер Мартен (Pierre Martin) (Разные правые).
|                | Кандидаты                       | Партия                   | Первый тур | Первый тур     | Второй тур | Второй тур |
| Кол-во голосов | Кандидаты                       | Партия                   | % голосов  | Кол-во голосов | % голосов  |            |
| -------------- | ------------------------------- | ------------------------ | ---------- | -------------- | ---------- | ---------- |
|                | Кристиана ван Гётем Пьер Мартен | Разные правые            | 5 528      | 48,89          | 7 002      | 62,43      |
|                | Селин Бурсье Антуан Юбер        | Разные центристы         | 3 143      | 27,79          | 4 214      | 37,57      |
|                | Кристоф Бер Паскаль Шеврель     | Национальное объединение | 1 744      | 15,42          |            |            |
|                | Тьерри Жаме Надин Эссале        | Регионалисты             | 893        | 7,90           |            |            |

|                | Кандидаты                        | Партия                  | Первый тур | Первый тур     | Второй тур | Второй тур |
| Кол-во голосов | Кандидаты                        | Партия                  | % голосов  | Кол-во голосов | % голосов  |            |
| -------------- | -------------------------------- | ----------------------- | ---------- | -------------- | ---------- | ---------- |
|                | Кристиана ван Гётем Патрик Жирар | Правый блок             | 6 463      | 42,16          | 10 305     | 74,30      |
|                | Ален Брёй Барбара Люссо          | Национальный фронт      | 3 222      | 21,02          | 3 565      | 25,70      |
|                | Ален Вержер Катрин Голли         | Социалистическая партия | 2 833      | 18,48          |            |            |
|                | Корин Гиньяр Венсан Подо         | Разные левые            | 1 399      | 9,13           |            |            |
|                | Тьерри Жаме Надин Эссале         | Прочие                  | 787        | 5,13           |            |            |
|                | Кристиан Буасто Армель Геноле    | Вставай, Франция        | 627        | 4,09           |            |            |